# Hokusai Katsushika
Hokusai Katsushika (čit. Hokusai Kacušika, jap. 葛飾北斎, かつしか ほくさい、Katsushika Hokusai; Edo (današnji Tokio), vjerojatno 31. listopada 1760./23. dan 9. mjesec 9. godine ere Hōrekija  – Edo, 10. svibnja 1849./18. dan 4. mjeseca 2. godine ere Kaeija) japanski slikar i drvorezac, jedan od najznačajnijih japanskih umjetnika.
Rođen je u obitelji obrtnika u okrugu Katsushika, Edo.
Ime iz djetinjstva mu je Tokitarō. Vjeruje se da mu je otac izrađivač zrcala Ise Nakajima, koji je izrađivao zrcala za šoguna. Otac ga nikad nije smatrao nasljednikom, zbog čega je moguće da mu je mati bila priležnica.
S tri godine bio je posvojen od Nakađime Isea. U dobi od osamnaest godina, nakon što je imao iskustva kao drvorezac, započeo je raditi u radionici Katsukawe Shunshōa. 1779. objavio je svoje prve radove. 1785. morao je napustiti radionicu, jer nije slijedio umjetničke principe njegovog majstora.
Iako se Hokusai povezivao s različitim japanskim umjetničkim stilovima (poput Ukiyo-e), ostao je stilski neovisan. Dio svog života živio je u teškom siromaštvu pa je, i nakon što je sa svojim umjetničkim ostvarenjima mogao zarađivati novac, živio siromašno i opisao se na kraju svog života ponosno kao zemljoradnik.
Hokusai se tijekom cijelog svog života posvetio proširivanju svog umjetničkog izraza. Na samrtnoj postelji navodno je rekao:
Da mi je nebo poklonilo još pet života, bio bih veliki slikar.
Hokusai je izrađivao isključivo pejzaže s motivom planine Fuji.
Njegova serija grafika iz 1834. godine, Stotinu pogleda na planinu Fuji (富嶽百景 Fugaku Hyakkei), smatra se njegovim ponajboljim djelom i remek-djelom pejzažnog slikarstva.

## Galerija
- Katsushika Hokusai, Autoportret, Louvre.
- Putnici prelaze rijeku Oi, 45. slika iz serije.
- Crveni Fuji iz "36 pogleda nas planinu Fuji".
- Munje ispod vrha, drvorez iz 1830.
- Riba u brzaku
- Hodogaya na Tokaidu
- San ribarove žene
- Otok Tsukada u provinciji Musaši